# Neperigea pohono
Neperigea pohono är en fjärilsart som beskrevs av Smith 1899. Neperigea pohono ingår i släktet Neperigea och familjen nattflyn. Inga underarter finns listade i Catalogue of Life.